# 河内桃子
河内 桃子（、1932年〈昭和7年〉3月7日 - 1998年〈平成10年〉11月5日）は、日本の女優。本名は久松 桃子、旧姓大河内。血液型はO型。俳優座所属。
東京府東京市下谷区谷中出身。日本女子大学附属高等学校卒業。

## 来歴・人物
昭和20年代にデビューした女優としては久我美子と並ぶ名家出身で、祖父は理研グループ総帥で子爵であった大河内正敏、父は正敏の次男で画家であった大河内信敬。夫は今治松平家末裔でテレビプロデューサーの久松定隆。
高校卒業後、OLをしていたが、1953年に東宝ニューフェイスの6期生として東宝に入社。同期には宝田明、佐原健二、藤木悠、岡田眞澄がいる。入社した年の『女心はひと筋に』で映画初出演を果たす。

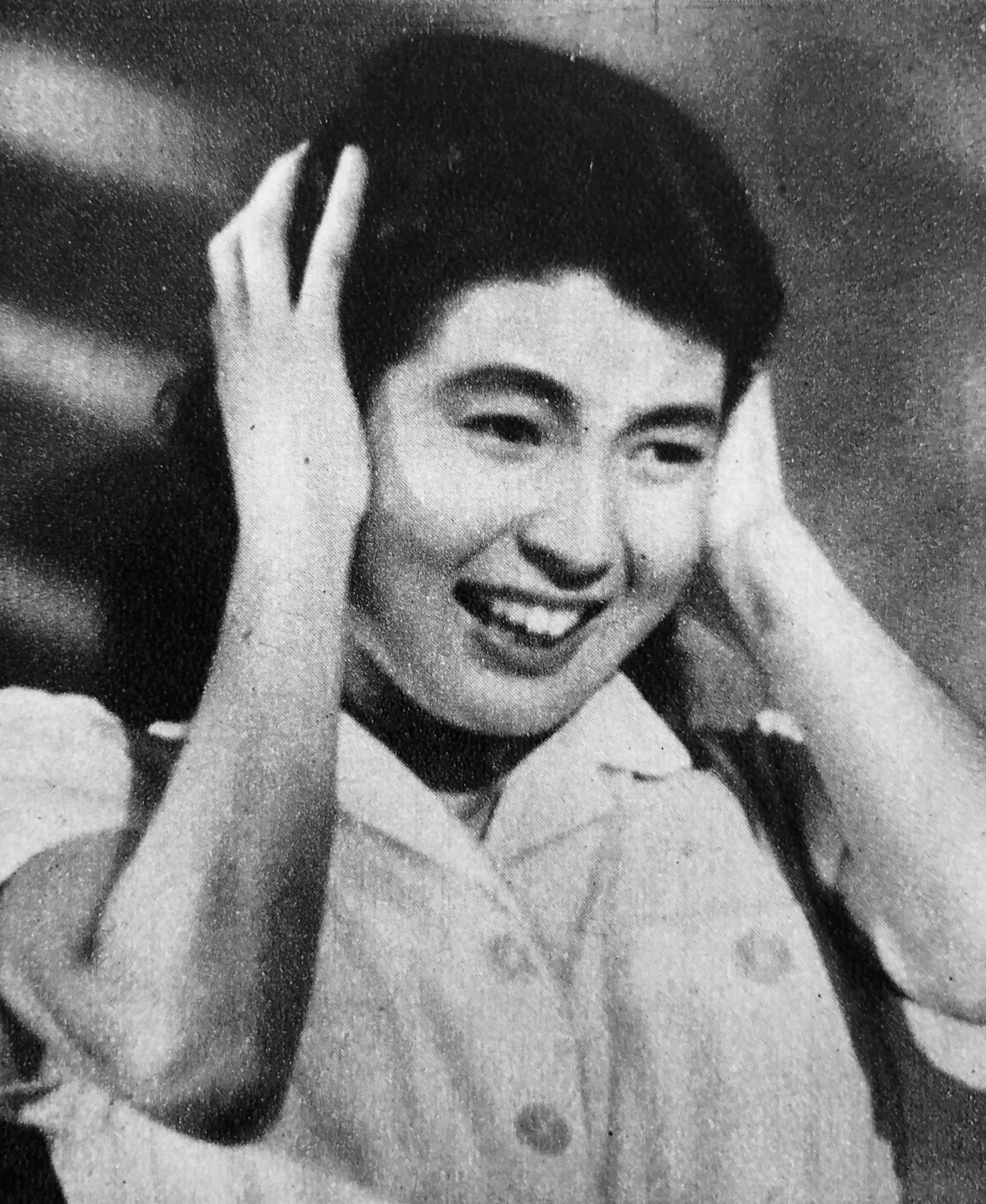
『ゴジラ』（1954年）

1954年の出演5作目『ゴジラ』ではヒロイン・山根恵美子役に抜擢される。その後も青春映画を中心に、数多くの映画に出演し、1957年には年間で10作を数えた。
演技を勉強し直すため、1958年に東宝を退社し、俳優座養成所に8期生として入所する。同期には山﨑努、水野久美、嵐圭史、山本耕一、小笠原良知、松本典子がいた。翌年、俳優座へ正式に入団した。その後は活動の軸足を舞台やテレビドラマへと移す。
TBSテレビのホームドラマで活躍し、石井ふく子と橋田壽賀子の作品には常連出演していた。特に晩年の代表作である『渡る世間は鬼ばかり』では高橋文子（中田喜子）の義母・高橋年子役を演じ、連続ドラマのレギュラー出演作としての最後の出演となった第3シリーズでは、アルツハイマー病に蝕まれていく苦しい役柄が反響を呼んだ。
1995年には、平成ゴジラシリーズ最終作の映画『ゴジラvsデストロイア』で41年ぶりに山根恵美子役を演じた。
『土曜ワイド劇場』などの2時間単発ドラマにも出演した。1997年7月21日に放送されたTBS放送の月曜ドラマスペシャル『演歌・唱太郎の人情事件日誌3・伊香保殺人事件』がテレビドラマの最後の出演となった。最後の出演映画はその2日前の7月19日に公開された『良寛』であった。
同年の冬、俳優座の舞台『ゆの暖簾』の東北地方を中心にした巡業中に体調不良を訴え、年が明けた1998年1月に大腸がんと診断された。がんの進行が早く、発見時には手の施しようがなかったという。前年12月15日に山形県鶴岡市で出演した舞台が最後の仕事となった。
1998年11月5日の9時45分、大腸がんのため入院先の東京都渋谷区広尾の日本赤十字社医療センター病院で死去。66歳没。
亡くなる直前の10月29日、病床でレデンプトール会のクレメンス・近藤雅廣神父より洗礼を受け、「マリア」の洗礼名が与えられた。葬儀は聖イグナチオ教会で行われ河内の実娘が喪主を務めた。墓所は東京都台東区谷中の谷中霊園。
カトリック善き牧者の会制作のカトリック布教番組『心のともしび』『太陽のほほえみ』の朗読を永年務めた。その功績により番組が5000回に達した時にヨハネ・パウロ2世から「聖十字架章」を親授、朗読が1万回を迎えるのを記念して｢感謝の集い｣が1996年9月6日に東京都内のホテルで開かれ､教皇代理のカルー大司教から｢聖シルベストロ教皇騎士団勲章｣が贈られている｡

## エピソード
- 幼少の頃から有名な美女で、170cmの長身だったために、祖父の正敏は桃子の写真を「自分の恋人」として人に見せびらかしていたという。河内自身は、舞台に立つようになってから長身であることが舞台に向いていたと思うようになった[11]。
- 作家の平岩弓枝とは日本女子大学附属豊明小学校時代からの幼馴染。
- 1957年（昭和32年）12月31日、東宝サンパウロ支社開設のため、同じ東宝の女優だった北川町子（後の児玉清夫人）らとブラジルへ出発。帰りにアメリカのニューヨークへ立ち寄り、第2回日本映画見本市に参加し、1958年（昭和33年）2月12日、日本に帰国した。当時はまだ海外渡航自由化の前で、大変貴重なサンパウロ・ニューヨーク訪問となった。
- 『ゴジラ』出演当時は核問題に対する意識は薄かったが、劇団時代の師である千田是也の影響で反戦や反核の意識を持つようになったという[11]。『ゴジラvsデストロイア』での山根恵美子のセリフは、河内自身の想いと同じであったという[11]。
- 河内は怪獣映画ヒロインというレッテルを貼られることに抵抗を感じていた時期もあったが[出典 11][注釈 4]、『ゴジラvsデストロイア』監督の大河原孝夫によると、同作品の時点では『ゴジラ』があったから現在の自身があることに感謝していると述べていたという[15][17]。共演した林泰文は、『ゴジラ』を大切に想っている河内の姿勢に感銘を受けたことを語っている[18]。製作の富山省吾は、一度離れた人がにこやかに戻ってくるのが良かったと述懐しており、河内が死去したこともあり貴重な出演になったと述べている[19]。
- 東宝の俳優であった加藤茂雄によれば、河内が自身の主演作のラッシュを観て「うわー」と声を上げていたことがあったといい、それが東宝から俳優座へ移り演技の勉強をしようと思ったきっかけであったのだろうと述べている[20]。一方、早くに東宝を辞めたため、晩年に東宝俳優の集いへ参加した際は親しい人がおらず寂しそうであったと証言している[20]。
- 東宝の俳優であった中島春雄によれば、河内は清楚な女性でありながら小説『眠狂四郎』を愛読する一面もあり、気さくな人物であったと述懐している[21]。

## 出演

### 映画
- 女心はひと筋に（1953年） - 八重子 役 ※初出演作
- 坊ちゃん社員 前篇（1954年） - まり子 役[22]
  - 続・坊ちゃん社員（1954年） - まり子 役
- 水着の花嫁（1954年） - チーコ 役
- ゴジラシリーズ - 山根恵美子 役[出典 12]
  - ゴジラ（1954年）
  - ゴジラvsデストロイア（1995年）
- 泉へのみち（1955年） - 小川ウメ 役
- 雪の炎（1955年） - 光島やよい 役
- 制服の乙女たち（1955年） - 三宅雪江 役
- 33号車応答なし（1955年） - お産する妻 役
- 獣人雪男（1955年） - 武野道子 役[23][8]
- 青い果実（1955年） - 千枝子 役[22]
- 奥様は大学生（1956年） - 岡本好子 役
- イカサマ紳士録（1956年） - 真佐子 役
- 婚約三羽烏（1956年） - 栄子 役
- のり平の浮気大学（1956年） - 婦人警官 役
- あの娘がないてる波止場（1956年） - マキ 役
- 大暴れチャッチャ娘（1956年） - ハツ子 役
- 裸足の青春（1956年） - 黒村の若い娘 役
- 天上大風（1956年） - 白石厚子 役
- 星空の街（1957年） - 中川久美子 役
- 大安吉日（1957年） - 平岡道代 役
- 御用聞き物語（1957年） - 夕子 役
- 次郎長意外伝 大暴れ三太郎笠（1957年） - お京 役
- 眠狂四郎無類控 第二話 円月殺法（1957年） - 千弥 役
- 「動物園物語」より 象（1957年） - 美子 役
- わが胸に虹は消えず（二部作）（1957年） - 麻生伊久子 役
- 夜の鴎（1957年） - はるえ 役
- 脱獄囚（1957年） - 小出郁子 役
- 地球防衛軍（1957年） - 岩本広子 役[出典 13]
- 大当たり狸御殿（1958年） - 唄う女 役
- 東京の休日（1958年） - ファッションショウのモデルB 役
- フランキーの僕は三人前（1958年） - サヨ子 役
- おトラさん大繁盛（1958年） - 猪原妙子 役
- 伊達騒動 風雲六十二万石（1959年） - 織恵 役
- 女の坂（1960年） - 由美 役
- 名もなく貧しく美しく（1961年） - 木島先生 役
- 古都憂愁 姉いもうと（1967年） - エトワールのママ 役
- 若い時計台（1967年） - 小柳亜矢 役
- 夕陽に向かう（1969年） - 高山早苗 役
- あまから物語 おんなの朝（1971年） - 絹子 役
- 男じゃないか 闘志満々（1973年） - 早川キク 役
- ときめき（1973年） - 須永奈美 役
- こんにちはハーネス（1983年） - 伊丹奈津 役
- 蜜月（1984年） - みつこの母 役
- 菩提樹の丘（1985年） - 結城綾子 役
- 雪の断章 -情熱-（1985年） - カネ 役
- 旅路 村でいちばんの首吊りの木（1986年） - 富子 役
- 男はつらいよ 寅次郎物語（1987年） - 松井真珠店の女将（君子）さん 役
- 紅蓮華（1993年） - 中田よしの 役
- 草刈り十字軍（1997年） - 安部葉子 役
- 良寛（1997年） - 眼竜尼 役

### 舞台

#### 俳優座
- 十二夜（1959年）
- 石の語る日（1961年）
- 三文オペラ（1962、1963年）
- 大姫島の理髪師（1963年）
- ヒゲの生えた制服（1966年）
- アンナ・カレーニナ（1966年）
- クルヴェット天から舞いおりる（英語版）（1967年）
- 人形の家（1968年）
- ギャング＝アルトゥロ・ウイ（英語版）（1969年）
- オセロ（1970年）
- 結婚記念日（1973年）
- 三人姉妹（1974、1975年）
- かもめ（1974年）
- 女の平和（1976年）
- 十二夜（1977年）
- マクベス（1979年）
- 毒婦の父（1979年）
- 山ほととぎすほしいまま（1980年）
- 背信（英語版）（1980年）
- 農場（1981年）
- 神の汚れた手（1981年）
- 紅花物語（1983年）
- 神の汚れた手（1985年）
- 聖母の戦きありや神無月（1986年）
- 背信（1987年）
- 石棺（1987年）
- ベティとブーの結婚（1988年）
- 朝は、七時（英語版）（1990年）
- アドルフに告ぐ（1994年）
- ミラノの奇跡（1995年）
- ゆの暖簾（1996、1997年）

#### その他
- 夕食は外でしたら？（1977年、パルコ）
- ブライトン・ビーチ 回顧録（英語版）(1985年、パルコ)
- 砂の上のダンス（1989年、地人会）
- ブロードウェイ・バウンド（英語版）(1989年、パルコ/三生社)
- きらめく星座（1992年、こまつ座）
- ゴールド家のたそがれ（英語版）(1994年、パルコ/ジェントル・アーツ)
- 夜中に起きているのは（1995年、地人会）
- CHANEL シャネル(1996年、パルコ/翼)
- チュニジアの歌姫（1997年、JIS企画）

### テレビドラマ
- 社員食堂開設（1958年、KRテレビ）
- 二つの恋（1958年、KRテレビ）
- 東芝日曜劇場（KRテレビ → TBSテレビ）
  - 女の幸福（1958年）
  - 国士無双（1958年）
  - はね太鼓（1958年）
  - いれずみ（1959年）
  - 漁師の海（1959年）
  - あじさい（1959年）
  - 薔薇ふたたび 不良青年と妻より（1959年）
  - 春の筏（1960年）
  - 雪に散る花（1960年）
  - 白い外套（1960年）
  - くるま宿（1960年）
  - 結婚のあとさき（1960年）
  - 女家族（1960年）
  - 変わらぬものは変わらない（1960年）
  - 胎動期（1960年）
  - 喧嘩纏（1961年）
  - 渡り鳥（1961年）
  - 鬼の夜ばなし（1961年）
  - 結婚式十分前（1961年）
  - 女と味噌汁その3（1966年）
  - 証文（1966年）
  - 松本清張おんなシリーズ・足袋（1978年）
- おかえんなさい（1959年、NET）
- 鰤の海（1959年、KR）
- 三菱ダイヤモンド劇場「ナリン殿下の回想」（1959年、フジテレビ）
- 初恋（1959年、日本テレビ）
- 火曜劇場「暖流」（1960年、フジテレビ）
- カラー劇場「ばらのゆくえ」（1960年、日本テレビ）
- 源氏鶏太シリーズ「印度更紗」（1960年、KRテレビ）
- グリーン劇場「地唄」（1960年、TBS）
- これが真実だ（フジテレビ）
  - 第45話「東雲のストライキ」（1960年）
- 春の河（1961年、フジテレビ）
- ゼロの焦点（1961年、フジテレビ） - 鵜原禎子役
- 若い季節（1961年 - 1964年、NHK）
- 山本周五郎アワー（TBS）
  - 四日のあやめ（1961年）
  - 逃亡木記（1961年）
- 判決（1962年 - 1966年、NETテレビ） - 井上圭子弁護士
- 松本清張シリーズ・黒の組曲 / 不在証明（1962年、NHK）
- 白い橋（1962年、日本テレビ）
- ソフラン座「若い川の流れ」（1962年、フジテレビ）
- バラ劇場「お嬢さん乾杯」（1962年、TBS）
- 奥さま多忙（1962年 - 1963年、TBS）
- テレビ指定席「町が呼んでいる」（1962年、NHK）
- 近鉄金曜劇場（朝日放送）
  - 帰らぬひと（1963年）
  - やがて、春（1963年）
- 夫婦百景（日本テレビ）
  - 第253話「ホームラン亭主」（1963年）
  - 第343話「宿かり夫婦」（1964年）
  - 第364話「離婚式」（1966年）
  - 第381話「他人事ならず」（1966年）
- 三人姉妹（1963年、フジテレビ）
- シオノギテレビ劇場（フジテレビ）
  - 京マチ子アワー・朝顔（1965年）
  - 立ちおくれ（1966年）
  - ピーターと狸（1967年）
- ザ・ガードマン（TBS・大映テレビ室）
  - 第36話「醜聞」（1965年）
  - 第50話「逃亡と裏切り」（1966年）
  - 第138話「犯罪を予告する女」（1967年）
- 土曜日の虎 第1話「影の凶器」（1966年、TBS）
- 恋人たち 第12話「おせっかいはやめて」（1966年、NET）
- 日産スター劇場（日本テレビ）
  - 円型ベッド物語（1966年）
  - おめかけさん廃業（1967年）
  - ぼく生まれるよパパ（1967年）
  - たこたこあがれ 第3話（1969年）
- 二人だけの祭（1967年、日本テレビ）
- お手伝いさんの縁談（1967年、フジテレビ）
- みだれがみ（1967年 - 1968年、NHK）
- 渥美清の泣いてたまるか（TBS・国際放映）
  - 第41話「先生早とちりをする」（1967年）
  - 第43話「先生ニッポンへ帰る」（1967年）
  - 第45話「先生初恋の人に逢う」（1967年）
  - 第46話「先生仲人をする」（1967年）
  - 第48話「先生週刊誌にのる」（1967年）
  - 第52話「先生勇気を出す」（1967年）
  - 第54話「先生、泣いてたまるか」（1967年）
  - 第66話「おゝ怪獣日本一」（1968年）
- 青島幸男のしまった!（1967年 - 1968年、TBS・国際放映）
- ナショナルゴールデン劇場「さくらんぼ」（1967年 - 1968年、NET）
- 剣 第39話「無分別は見越しの木登り」（1968年、日本テレビ・C.A.L）
- 抜かれてたまるか（1968年、TBS）
- 青空に飛び出せ! 第6話（1969年、TBS）
- 用心棒シリーズ 俺は用心棒 第15話「夕顔の咲く宿」（1969年、NET・東映） - おまき 役
- 花のお江戸のすごい奴 最終話「南町奉行襲撃」（1969年、フジテレビ・東映・新国劇） - おゆう 役
- ガードドッグ（1970年、日本テレビ）
- お嫁にいきたい（1970年、フジテレビ）
- 徳川おんな絵巻 （関西テレビ・東映）
  - 第1話「尾張公の遊女妻」（1970年）
  - 第2話「女の生地獄」（1970年）
- ありがとう（1972年 - 1973年、TBS） - 十章子 役
- おらあガン太だ（1974年 - 1975年、フジテレビ） - ガン太の養母 役
- 真田十勇士（1975年 - 1977年、NHK）
- 明日がござる（1975年 - 1976年、TBS）
- パパは独身（1976年 - 1977年、TBS）
- 土曜ワイド劇場（テレビ朝日）
  - 幽霊海岸（1978年）
  - 松本清張の駅路（1982年）
  - 西村京太郎トラベルミステリー「アルプス誘拐ルート」（1989年）
  - 殺人行越前海岸の女（1993年）
- 燃えろアタック（1979年、テレビ朝日）
- 沿線地図（1979年、TBS）
- 日本巌窟王（1979年、NHK水曜時代劇） - 梅乃 役
- ポーラテレビ小説「元気です!」（1980年 - 1981年、TBS） - 水上蓮照 役
- 御宿かわせみ（1980年・1982年、NHK） - 神林香苗 役
- 二百三高地 愛は死にますか（1981年、TBS） - 乃木静子 役
- ザ・サスペンス「刑事ガモさんシリーズ1・女子大生危険な帰り道」（1982年、TBS）
- 月曜ワイド劇場（テレビ朝日）
  - ザ・スキャンダル 女子大生と老教授 謎の四日間（1983年）
- 遠山の金さん 第1シリーズ 第20話「尼寺(秘)迷い込んだ若侍!」（1982年、テレビ朝日） - 月心尼 役
- 海にかける虹〜山本五十六と日本海軍（1983年、TX） - 高野嘉寿子 役
- ストレイシープ(1983年、TBS)
- 松田聖子のはじめての情事（1983年、TBS）
- 銀河テレビ小説（NHK)
  - 歳月（1983年11月7日 - 12月2日） - 行友ゆき 役
  - 男が家を出るとき（1985年） - 北口成子 役
- 火曜サスペンス劇場「蒼い愛の秘密」（1984年、日本テレビ） - 杏子 役
- 三どしま（1987年、TBS）
- 水曜ドラマ とっておきの青春（1988年、NHK） - 留子 役
- 連続テレビ小説 ノンちゃんの夢（1988年、NHK総合）
- 渡る世間は鬼ばかり 第1 - 3シリーズ（1990年11月15日 - 1997年（1998年第4シリーズ第1回の第3シリーズ総集編[注釈 5]）、TBS） - 高橋年子 役
- 二十歳の約束（1992年、フジテレビ）−北条道子役
- 松本清張作家活動40年記念・球形の荒野（1992年、フジテレビ） - 野上孝子 役
- 珠玉の女（1992年10月 - 1993年3月、読売テレビ・VSO） - ナレーター
- お願いダーリン!（1993年、フジテレビ）
- 妹よ（1994年、フジテレビ） - 松井孝子 役
- 理想の上司 第6話（1997年、TBS）- 鶴田克枝 [24]
- おふくろシリーズ（フジテレビ） - 音声多重（副音声）ナレーター
- 月曜ドラマスペシャル「演歌・唱太郎の人情事件日誌3・伊香保殺人事件」（1997年7月21日、TBS） - 君原杏子 役

### バラエティー番組
- にっぽんの歌（NET〈現：テレビ朝日〉） - 司会
- 土曜ですこんにちは（1972年 - 1978年、フジテレビ） - 司会

### テレビアニメ
- 日本名作童話シリーズ 赤い鳥のこころ（ナレーター）

### ラジオ
- 心のともしび（1957年、KBS京都）
- 納涼・音の百景（1960年、地方民間放送共同制作協議会）[25]
- 太陽のほほえみ（1964年、文化放送）

### CM
- タニック（1974年、小林脳行）

## 受賞歴
- 1980年 - 紀伊国屋演劇賞
- 1996年 - 聖シルベストロ教皇騎士団勲章